# 楊師震 (道光進士)
楊師震，字少西，甘肅省靖遠縣人，清朝政治人物。同進士出身。

## 生平
道光二十六年（1846年）丙午科舉人，次年聯捷（1847年）丁未科張之萬榜三甲第一百零三名進士，與名臣徐樹銘、李鴻章、沈葆楨等同年。即用知縣。此前其父曾叮囑，“以縣令為親民之官，有才足以僨事，無才亦足誤事，二者皆非民福。汝年少才短，恐非所宜。若授京曹則已，或用外官，須速呈請改就教職。”楊師震即遵從父命，以才不稱職為由，請求改教職，不久被授予平涼府教授。在柳湖書院主講數年後，調任西寧府教授，卒於任所。